# Шрі-Ланка на літніх Олімпійських іграх 2024
Шрі-Ланка брала участь у літніх Олімпійських іграх 2024 в Парижі, які тривали з 26 липня по 11 серпня 2024 року. Країна у дев'ятнадцятий раз взяла участь у літніх Олімпійських іграх, крім літніх Олімпійських іграх 1976 року. Перші 7 виступів на Олімпіаді країни проходили під назвою «Цейлон». Шрі-Ланку на літніх Олімпійських іграх 2024 року представляли 6 спортсменів у 3 видах спорту. Бадмінтоніст Вірен Неттасінгхе та метальниця списа Ділхані Лекамге були прапоронасцями країни на церемонії відкриття літніх Олімпійських ігор 2024 року.

## Спортсмени
Шрі-Ланку на Олімпійських іграх 2024 року представляли 6 спортсменів у 3 видах спорту, в тому числі 3 чоловіки і 3 жінки.

### Легка атлетика
Шрі-Ланку на літніх Олімпійських іграх 2024 року представляли 3 легкоатлети (один чоловік і 2 жінки). Тхаруші Карунаратхна та Ділхані Лекамге кваліфікувались на ігри безпосередньо на основі свого світового рейтингу. Аруна Даршана кваліфікувався після того, як були перерозподілені квоти на змагання.
У змаганнях з бігу на 400 метрів серед чоловіків країну представляв Аруна Даршана. У першому раунді він з результатом 44,99 сек зайняв 3-тє місце в забігу, проте був дискваліфікований у півфіналі. У змаганнях з бігу на 800 метрів серед жінок Шрі-Ланку представляла Тхаруші Карунаратхна. У першому попередньому раунді з часом 2:07,76 хв вона зайняла 8-ме місце в забігу, а в додатковому забігу з часом 2:06,66 хв зайняла 7-ме місце в забігу, та вибула з подальших змагань. У змаганнях з метання списа серед жінок країну представляла Ділхані Лекамге. У кваліфікації вона з результатом 53,66 м зайняла 32-ге місце, та припинила виступи на змаганнях.

### Бадмінтон
У змаганнях з бадмінтону Шрі-Ланку представляв один спортсмен згідно рейтингу Всесвітньої федерації бадмінтону станом на 30 квітня 2024 року. У віці 20 років Вірен Неттасінгхе став наймолодшим бадмінтоністом, який пройшов кваліфікацію на Олімпійські ігри від Шрі-Ланки. На іграх шріланкійський спортсмен виступав у одиночному розряді серед чоловіків. У груповому турнірі Неттасінгхе поступився іспанському бадмінтоністу Пабло Абіану та малайзійському бадмінтоністу Лі Цзі Цзя, та вибув з подальших змагань.

### Плавання
Шрі-Ланка отримала від Міжнародної федерації плавання 2 місця за універсальною квотою (1 чоловік і 1 жінка). Союз водних видів спорту Шрі-Ланки вибрав плавців з найвищим рейтингом у відповідних змаганнях на основі результатів на чемпіонаті світу з водних видів спорту 2024 року в Досі. На змаганнях із плавання на 100 метрів вільним стилем серед чоловіків Кайл Абейсінгхе з часом 51,42 сек зайняв загальне 54-те місце в кваліфікації, та вибув із подальших змагань. На змаганнях з плавання на 100 метрів на спині серед жінок Ганга Сеневіратне з часом 1:04,26 хв зайняла 30-те місце у кваліфікації, та вибула з подальших змагань.